# Sammu
Sammu (jap. 山武市 Sammu-shi, revidierte Hepburn-Romanisierung Sanmu-shi) ist eine Stadt der Präfektur Chiba im Osten von Honshū, der Hauptinsel von Japan.

## Geografie
Die Stadt liegt östlich von Tokio auf der Bōsō-Halbinsel am Pazifik.

## Geschichte
Die Naturkatastrophe des Tōhoku-Erdbebens am 11. März 2011 mit dem nachfolgenden Tsunami forderte in Sammu einen Toten. 43 Wohngebäude wurden völlig und 442 weitere teilweise zerstört.

## Sehenswürdigkeiten
- Überreste der Burgen Narutō (成東城, Narutō-jō) und Tsube (津辺城, Tsube-jō)
- Fudo-in Chōshō-ji (buddhistischer Tempel)

## Söhne und Töchter der Stadt
- Itō Sachio (1864–1913), Dichter, Schriftsteller

## Weblinks

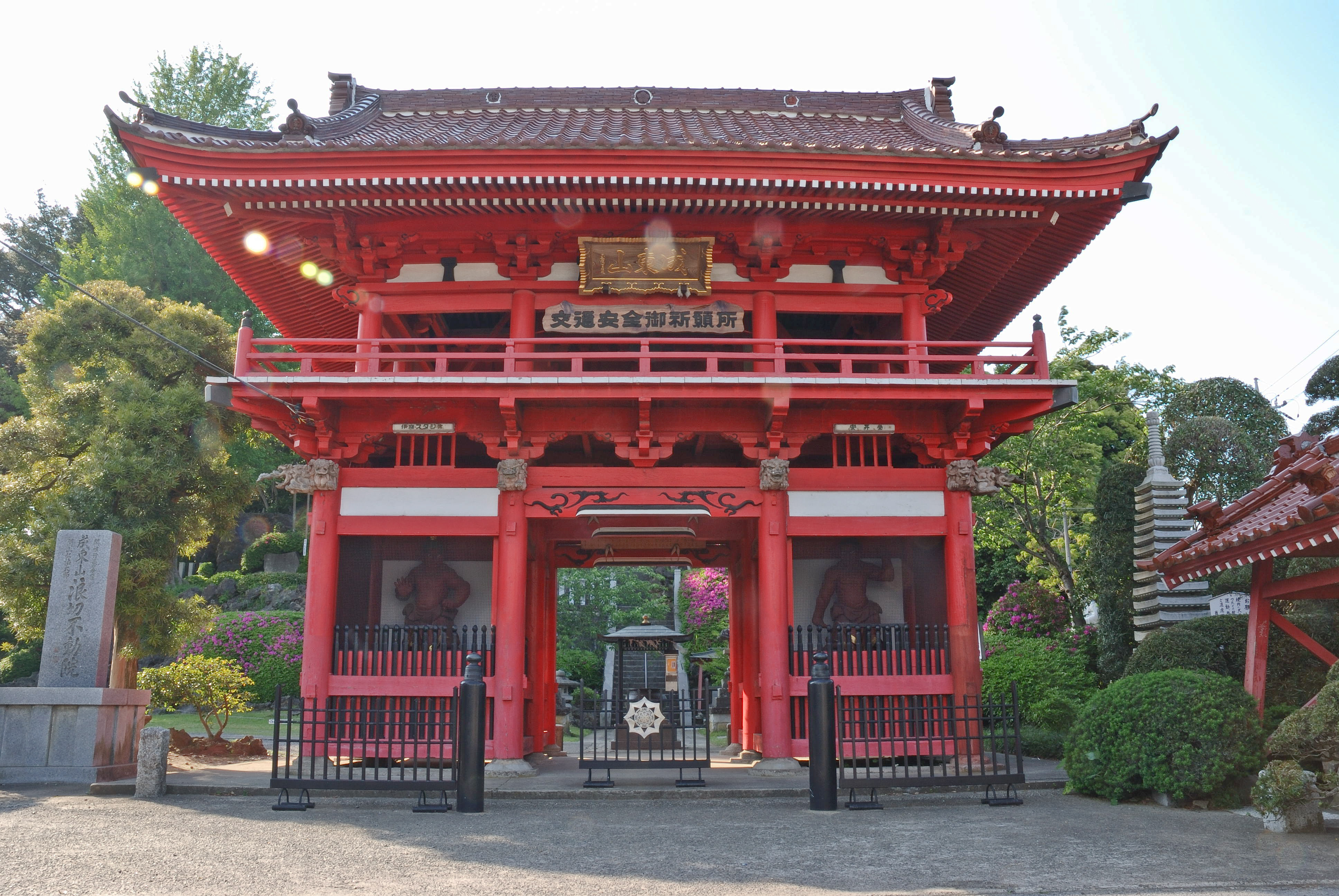
Niomon (仁王門) des Fudo-in Chōshō-ji

## Verkehr
- Zug:
  - JR Sōbu-Hauptlinie
- Straße:
  - Nationalstraße 126

## Angrenzende Städte und Gemeinden
- Tōgane
- Yachimata
- Tomisato